# Gonatocerus nigricorpus
Gonatocerus nigricorpus är en stekelart som beskrevs av Girault 1917. Gonatocerus nigricorpus ingår i släktet Gonatocerus och familjen dvärgsteklar.
Artens utbredningsområde är Tanzania. Inga underarter finns listade i Catalogue of Life.